# Окрузи Албаније
Окрузи (алб. qarqe или qarqet), или префектуре (алб. prefektura или prefekturat) су највеће административне јединице Албаније. 12 округа се састоји од 61 општине, које су основне територијалне јединице локалне управе, које се даље састоје од 373 административне јединице.
Структура владе је заснована на уставу из 1998. године, док је реформа ступила на снагу 31. јула 2000. Дванаест округа заменило је некадашње области.

## Списак округа
| Округ      | Седиште    | Површина | Становништво | Грб                   | Geographic coordinates                     |
| ---------- | ---------- | -------- | ------------ | --------------------- | ------------------------------------------ |
| Берат      | Берат      | 1,798 2  | 122,003      | Грб округа Берат      | 40° 44′ N 19° 59′ E / 40.733° С; 19.983° И |
| Дибер      | Пишкопеја  | 2,586 2  | 115,857      | Грб округа Дибер      | 41° 42′ N 20° 22′ E / 41.700° С; 20.367° И |
| Драч       | Драч       | 766 2    | 290,697      | Грб округа Драч       | 41° 23′ N 19° 30′ E / 41.383° С; 19.500° И |
| Елбасан    | Елбасан    | 3,199 2  | 270,074      | Грб округа Елбасан    | 41° 6′ N 20° 8′ E / 41.100° С; 20.133° И   |
| Фјер       | Фјер       | 1,890 2  | 289,889      | Грб округа Фјер       | 44° 46′ N 19° 37′ E / 44.767° С; 19.617° И |
| Ђирокастра | Ђирокастра | 2,884 2  | 59,381       | Грб округа Ђирокастра | 40° 12′ N 20° 15′ E / 40.200° С; 20.250° И |
| Корча      | Корча      | 3,711 2  | 204,831      | Грб округа Корча      | 40° 40′ N 20° 48′ E / 40.667° С; 20.800° И |
| Кукеш      | Кукеш      | 2,374 2  | 75,428       | Грб округа Кукеш      | 42° 7′ N 20° 25′ E / 42.117° С; 20.417° И  |
| Љеш        | Љеш        | 1,620 2  | 122,700      | Грб округа Љеш        | 41° 49′ N 19° 41′ E / 41.817° С; 19.683° И |
| Скадар     | Скадар     | 3,562 2  | 200,007      | Грб округа Скадар     | 42° 6′ N 19° 37′ E / 42.100° С; 19.617° И  |
| Тирана     | Тирана     | 1,652 2  | 906,166      | Грб округа Тирана     | 41° 6′ N 20° 8′ E / 41.100° С; 20.133° И   |
| Валона     | Валона     | 2,706 2  | 188,922      | Грб округа Валона     | 40° 30′ N 19° 37′ E / 40.500° С; 19.617° И |